# София Вильгельмина Саксен-Кобург-Заальфельдская
София Вильгельмина Саксен-Кобург-Заальфельдская (нем. Sophie Wilhelmine von Sachsen-Coburg-Saalfeld; 9 августа 1693, Зальфельд — 4 декабря 1727, Рудольштадт) — принцесса Саксен-Кобург-Заальфельдская, в замужестве княгиня Шварцбург-Рудольштадтская.

## Биография
София Вильгельмина — старшая дочь герцога Иоганна Эрнста Саксен-Кобург-Заальфельдского и его второй супруги Шарлотты Иоганны, дочери графа Иосии Вальдек-Вильдунгенского.
8 февраля 1720 года в Заальфельде София Вильгельмина вышла замуж за князя Фридриха Антона Шварцбург-Рудольштадтского. Связь между правящими династиями укрепил брак брата Софии Вильгельмины Франца Иосии Саксен-Кобург-Заальфельдского с сестрой Фридриха Антона Анной Софией, последовавший спустя три года.

## Потомки
У Софии Вильгельмины родились:
- Иоганн Фридрих (1721—1767), князь Шварцбург-Рудольштадта, женат на принцессе Бернардине Кристиане Софии Саксен-Веймар-Эйзенахской (1724—1757)
- София Вильгельмина (1723)
- София Альбертина (1724—1799)